# Syarinus strandi
Syarinus strandi es una especie de arácnido del orden Pseudoscorpionida de la familia Syarinidae.

## Distribución geográfica
Se encuentra en el norte de Europa.